# Heterolocha notata
Heterolocha notata là một loài bướm đêm trong họ Geometridae.